# Aroffe
Aroffe är en kommun i departementet Vosges i regionen Grand Est (tidigare regionen Lorraine) i nordöstra Frankrike. Kommunen ligger i kantonen Châtenois som tillhör arrondissementet Neufchâteau. År 2022 hade Aroffe 91 invånare.

## Befolkningsutveckling
Antalet invånare i kommunen Aroffe
| Referens: INSEE |